# Egina (città)
Egina (in greco Αίγινα?) è un comune della Grecia situato nella periferia dell'Attica (unità periferica delle Isole) con 12 716 abitanti secondo i dati del censimento 2001.
Il territorio comunale è composto dall'isola omonima più alcune isole disabitate nei dintorni.

## Località
Le principali località che compongono il comune sono:
- Aegina
- Kypseli
- Mesagros
- Perdika
- Vathy